# Strike Commando : Section d'assaut
Pour plus de détails, voir Fiche technique et Distribution.
Strike Commando : Section d'assaut (Strike Commando) est un film italien réalisé par Bruno Mattei, sorti en 1987. Le film connaitra une suite : Trappola diabolica.

## Synopsis
En pleine guerre du Viêt Nam, la mission du commando d'élite américain du sergent Ransom tourne mal et le commando est massacré durant l'attaque d'un camp vietcong par les soldats asiatiques sous les ordres du Colonel Radek. Seul Ransom survit et est recueilli par un village qui est pour les Américains. Il se lie avec un enfant du village. Mais il est bientôt assassiné par Jakoda, un officier soviétique allié des Vietcongs, puis Ransom découvre le meurtre et le massacre du village. Sous couvert de la mission de ramener la preuve de la présence des Soviétiques, Ransom voudra se venger de Jakoda et des Vietcongs...

## Fiche technique
- Titre : Strike Commando : Section d'assaut
- Titre original : Strike Commando
- Réalisation : Bruno Mattei
- Scénario : Bruno Mattei, Claudio Fragasso
- Direction artistique : Mimmo Scavia
- Montage : Bruno Mattei
- Musique : Luigi Ceccarelli
- Production : Flora Film
- Pays d'origine :  Italie
- Langue : Anglais
- Format : Couleurs
- Genre : Action, aventure et guerre
- Durée : Finlande: 90 min | USA: 104 min
- Date de sortie : 1987

## Distribution
- Reb Brown (VF: Bernard Bollet) : Sgt. Michael Ransom
- Christopher Connelly (VF: Jacques Garcia) : Col. Radek
- Mike Monty (VF: Gérard Boucaron)  : Major Harriman
- Louise Kamsteeg : Olga
- Luciano Pigozzi : Le Due
- Alex Vitale (VF: Patrice Melennec) : Jakoda
- Karen Lopez : Cho-Li
- Edison Navarro : Lao
- Ricardo Santos
- Jim Gaines : Soldat de Radek
- Fred Gahudo
- Juliet D. Lei : Diem
- Rose De Guida : La secrétaire de Radek
- Rene Abadeza : Soldat Viet Cong
- Charlie Patiro

## Anecdotes
- Strike Commando est un film d'exploitation parmi les nombreux qui ont voulu tirer profit du succès de Rambo 2 : La Mission.
- Pour des raisons de petit budget, le film a été tourné dans les Philippines avec de nombreux acteurs occidentaux présents dans ce pays pour ce genre de film.
- La scène dans laquelle Rensom se réveille dans le village fait référence à une scène de Mad Max 3.
- Les scènes de combat en arts martiaux ressemblent fortement à celles de Portés disparus avec Chuck Norris.
- Le film est sorti en France directement en vidéo.